# Rossalpelispitz
Rossalpelispitz är en bergstopp i Schweiz.   Den ligger i distriktet Bezirk March och kantonen Schwyz, i den östra delen av landet, 120 km öster om huvudstaden Bern. Toppen på Rossalpelispitz är 2 075 meter över havet, eller 96 meter över den omgivande terrängen. Bredden vid basen är 0,16 km.
Terrängen runt Rossalpelispitz är bergig åt sydost, men åt nordväst är den kuperad. Runt Rossalpelispitz är det ganska tätbefolkat, med 179 invånare per kvadratkilometer.. Närmaste större samhälle är Rapperswil, 19,4 km nordväst om Rossalpelispitz. 
I omgivningarna runt Rossalpelispitz växer i huvudsak blandskog.